# Pieni Salankijärvi
Pieni Salankijärvi eller Pienisalanki är en sjö i Finland. Den ligger i kommunen Kittilä i landskapet Lappland, i den norra delen av landet, 900 km norr om huvudstaden Helsingfors. Pieni Salankijärvi ligger 331,8 meter över havet. Arean är 64,8 hektar och strandlinjen är 4,89 kilometer lång. Sjön  ingår i Kemi älvs huvudavrinningsområde. 